# Anhellia lantanae
Anhellia lantanae är en svampart som först beskrevs av Henn., och fick sitt nu gällande namn av Arx 1963. Anhellia lantanae ingår i släktet Anhellia och familjen Myriangiaceae.   Inga underarter finns listade i Catalogue of Life.